# 風見鶏

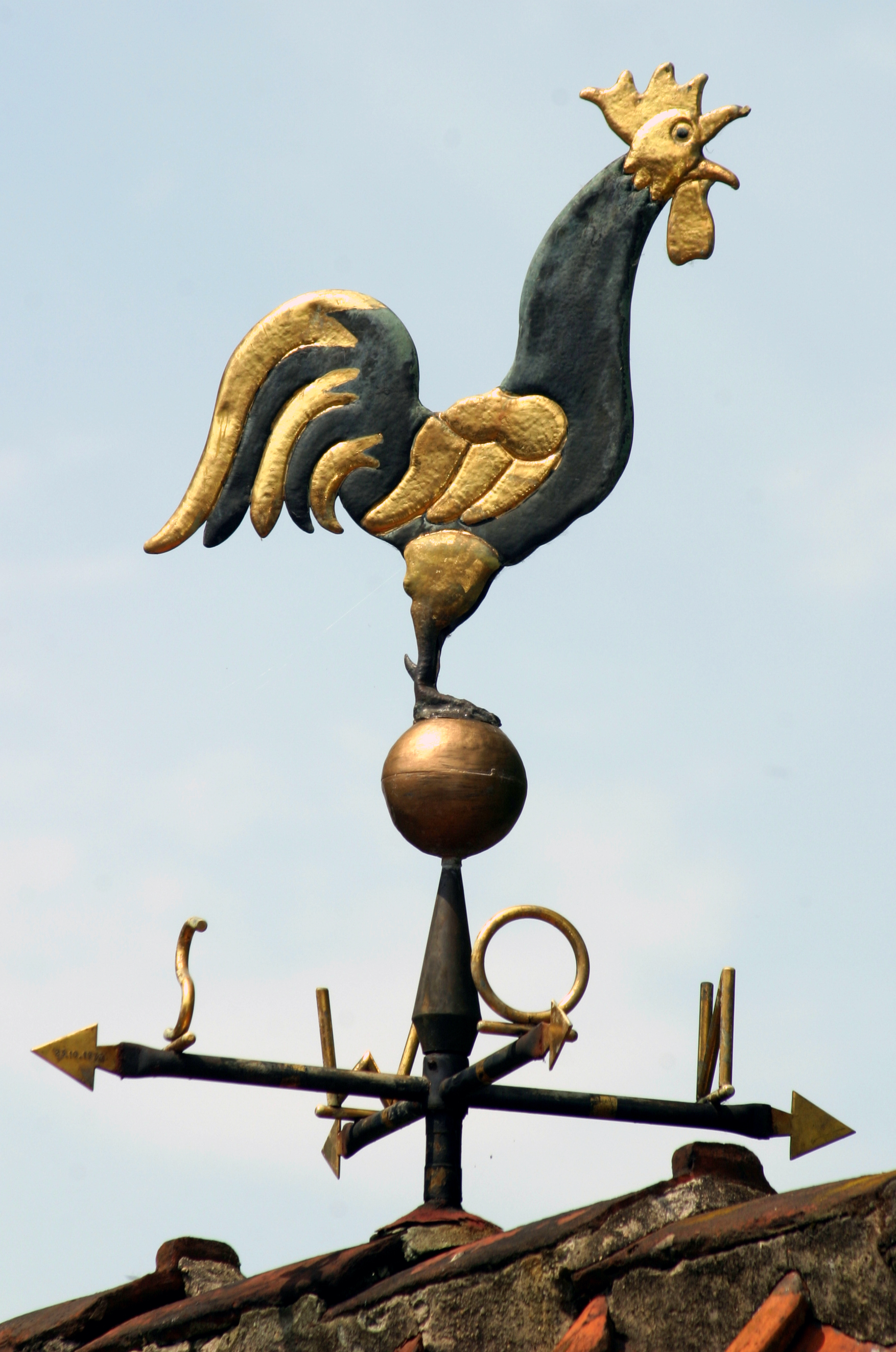
風見鶏

風見鶏（かざみどり）は、鶏をかたどった風向計。主にヨーロッパの教会堂や住宅の屋根の上に取り付けられている。また、風向計としてよりも魔除けとして取り付けられることが多い。

## 概要
風向を見るための「風見鶏」の起源ははっきりしないが、雄鳥が悪魔を追い払うためとも聖ペテロの標識であるからともいわれている。ローマ教皇のニコラウス1世が教会に風見鶏をつけることを法令で決めたため、9世紀頃から教会を中心に普及し始めた。今でも西洋の古い教会などの建物の突端には、風見鶏など何らかの風向を示すものがついていることが多い。例えば、スペインのセビーリャ大聖堂（世界遺産）の高さ約98 mの鐘楼の突端には回転して風向を示すブロンズの女神像があり、その鐘楼はヒラルダ（風見）の塔と呼ばれている。
風見鶏は屋根の上部などに取り付けられるもので、下部には東西南北の四方位が十字型で示されており、その十字の中心部分に取り付けられた鶏の向く方向によって風向を知ることができる。また、警戒心が強い雄鳥の習性から魔除けの意味あるいはキリスト教の教勢の発展といった意味も持っているといわれる。なお、装飾部分については、馬をかたどった「風見馬」など、鶏以外の動物や乗り物などをかたどったものもある。
風見鶏という言葉は、元々は「風に向かって雄々しく立つ」という肯定的な意味で用いられていた。しかし戦後の日本政界で中曽根康弘が「風向き次第で態度がすぐ変わる風見鶏」と揶揄されたため、日和見主義という意味合いを持つようになった。その後は中曽根に限らず、態度がすぐ変わる政治家が批判的に「風見鶏」と呼ばれることが多い。例として2012年12月23日の産経新聞では、ジョン・ケリーが米国国務長官に指名された際の記事に、「民主党重鎮 “風見鶏”批判も」との見出しがある。

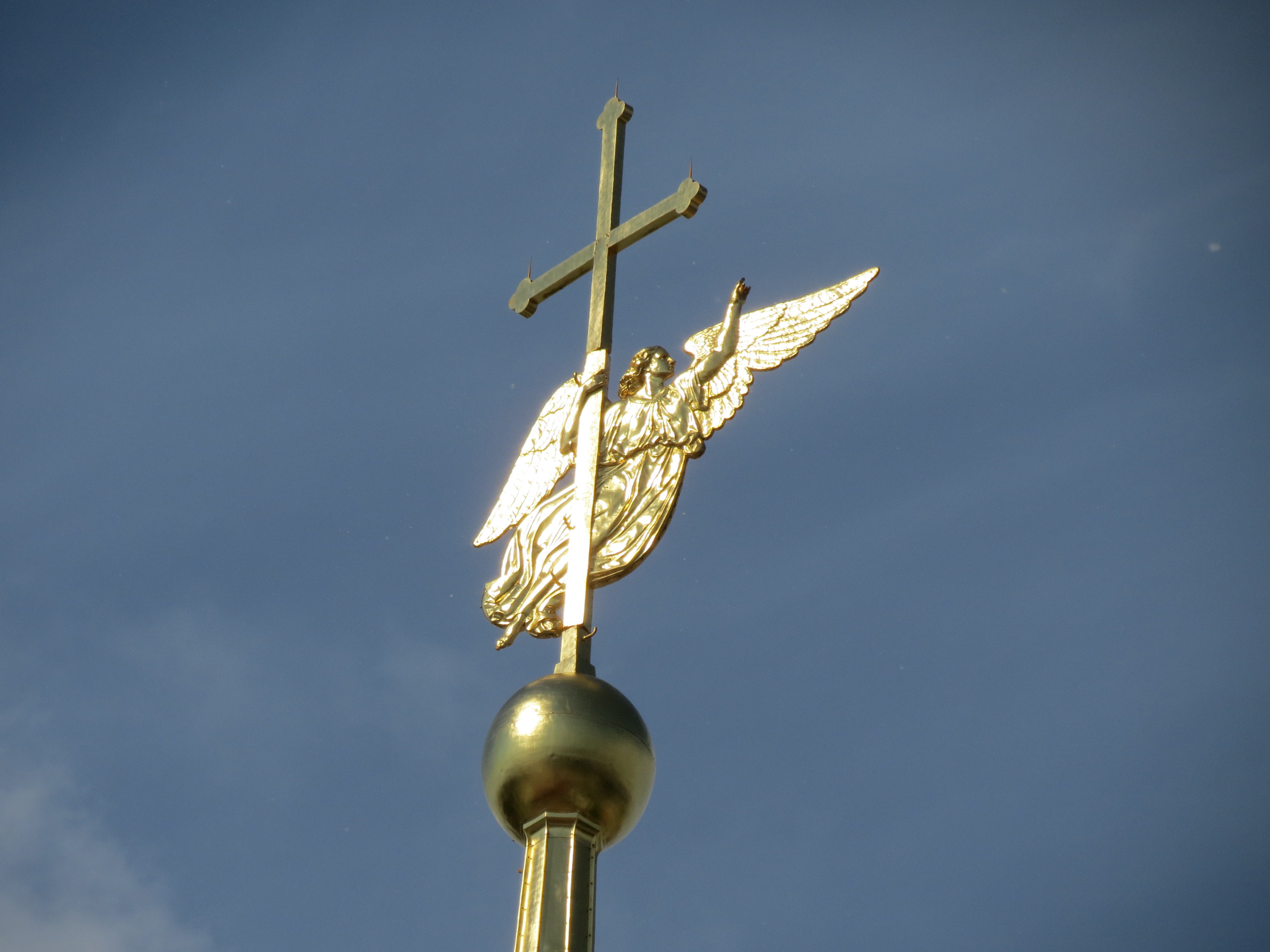
天使
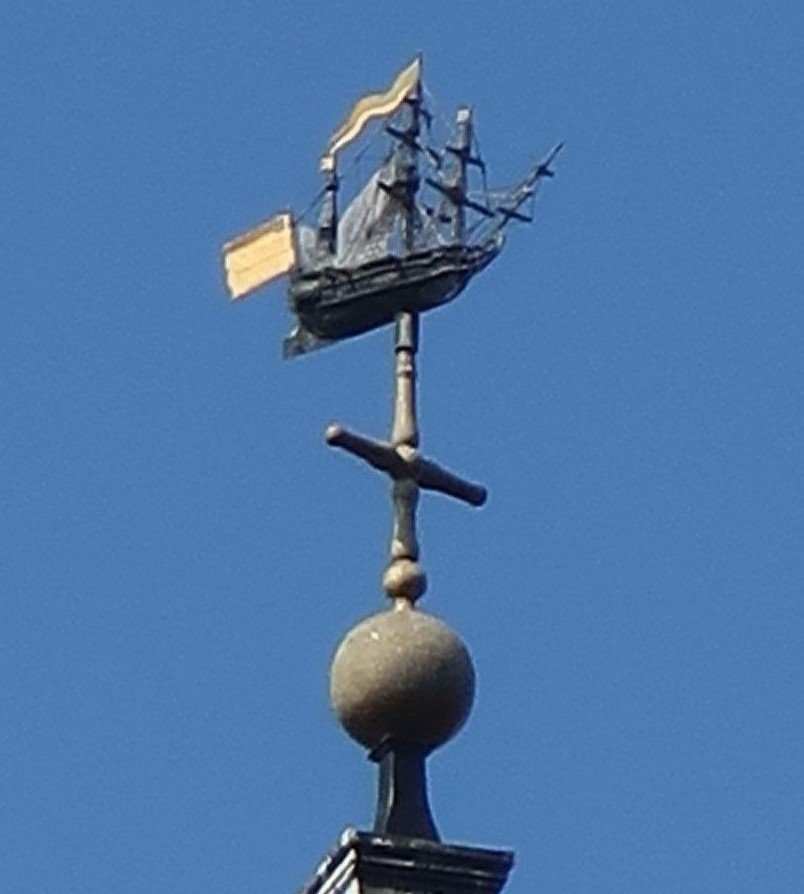
船
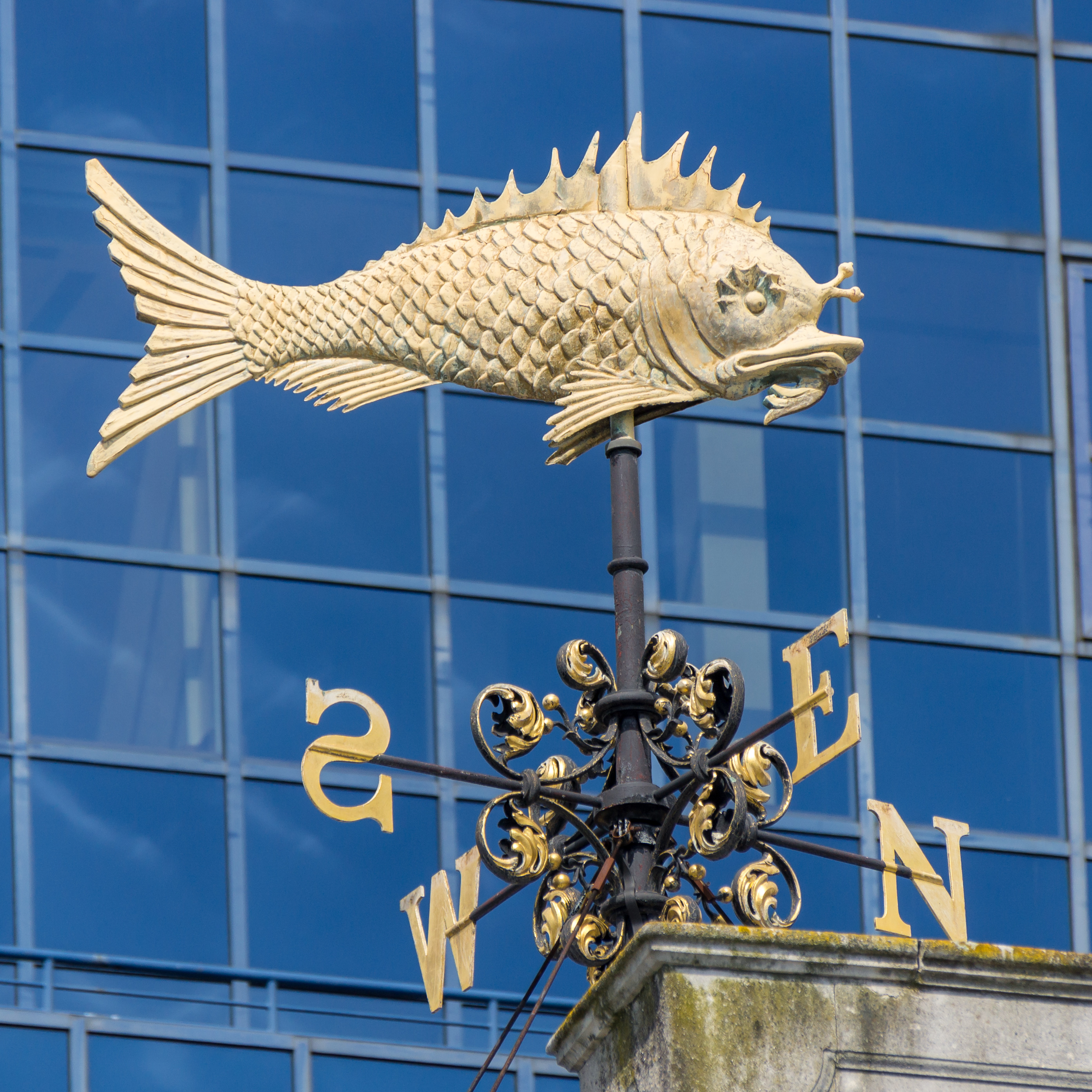
魚
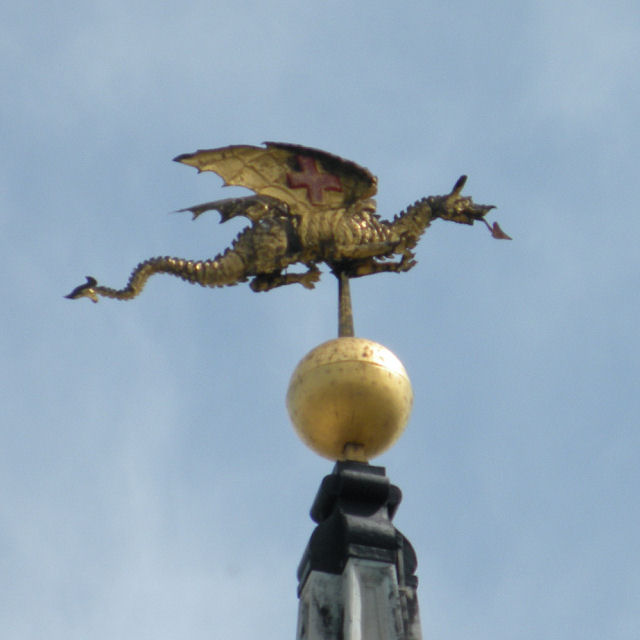
ドラゴン
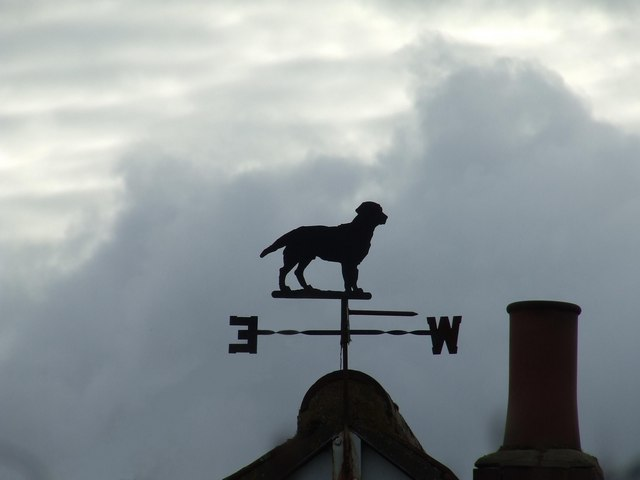
犬
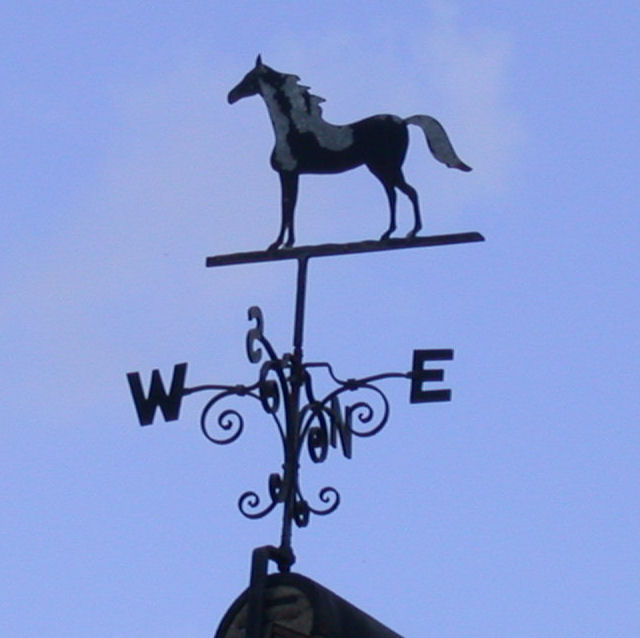
馬
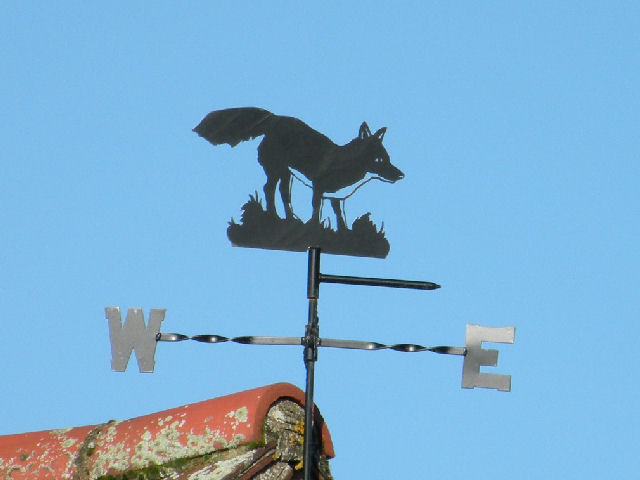
狐
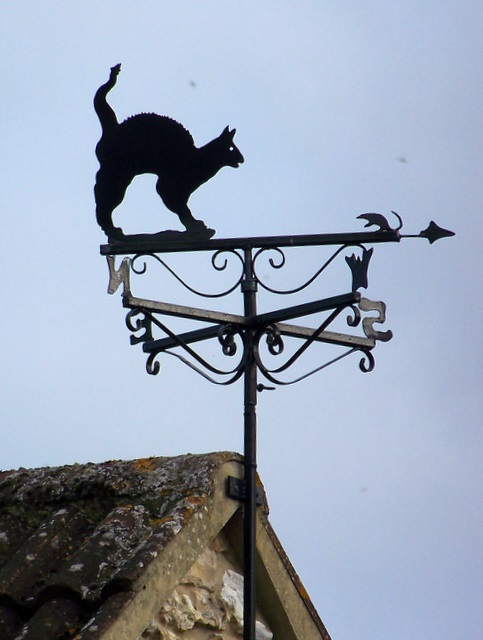
猫
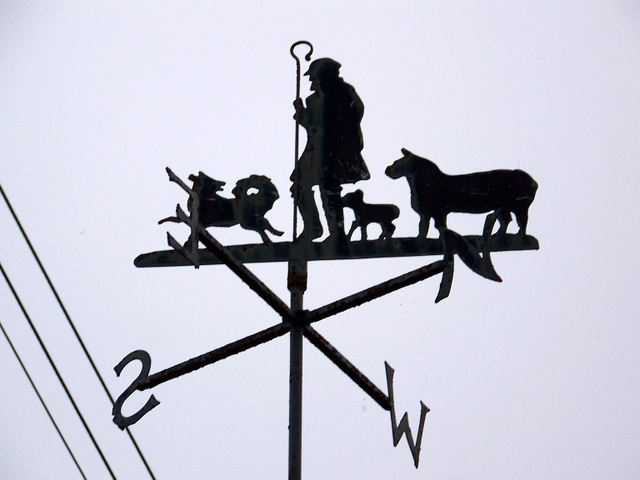
人と動物
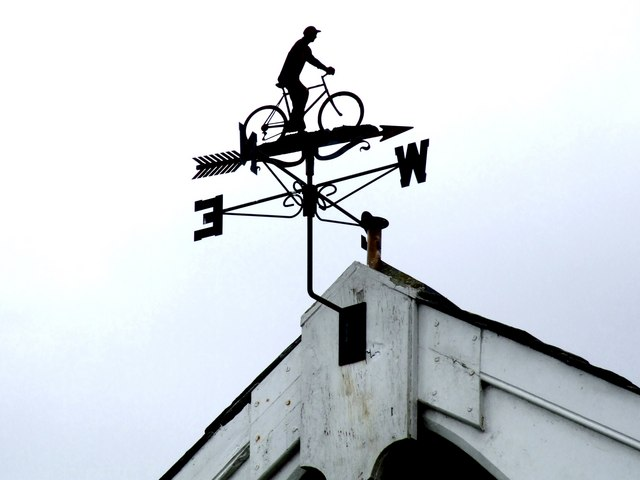
自転車に乗る人

## 神戸と風見鶏

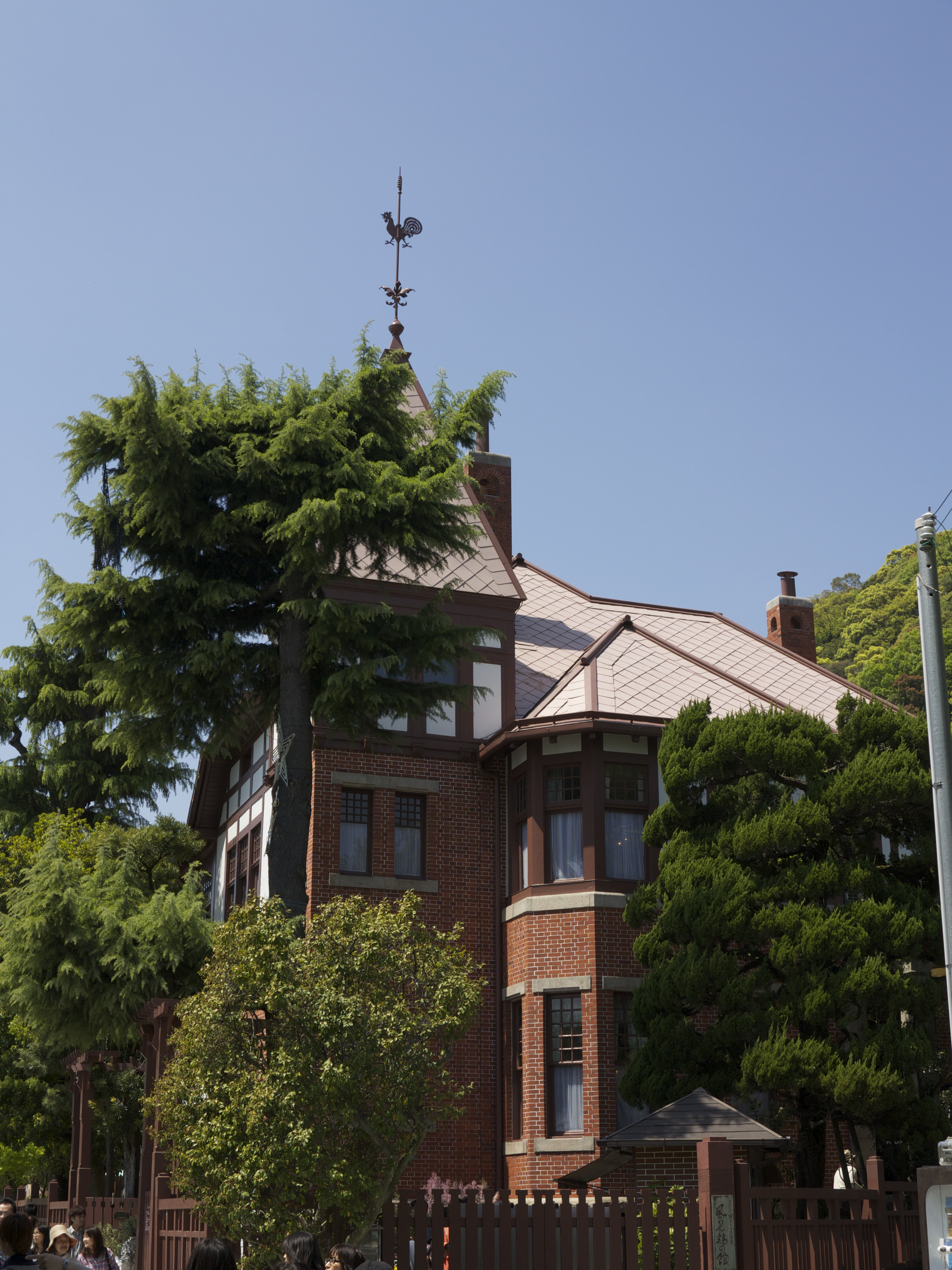
風見鶏の館

異人館風見鶏の館がある神戸市では、風見鶏が市のシンボルマーク的存在となっている。たとえば市街地の電話ボックスや時計台などに風見鶏が取り付けられたり、観光土産のパッケージにも風見鶏が印刷されているものがある。NHK神戸放送局でもオリジナルの風見鶏のロゴマークが使用され、2011年まで大阪局との識別のため7:00、12:00、19:00に風見鶏に見たてた放送局オリジナルロゴのテロップが流されていた。1977年に神戸を舞台として放送されたNHK連続テレビ小説のタイトルにも「風見鶏」が採用された。
2006年2月には神戸空港開港にあわせ、最初に空港へ着陸したANAの飛行機の機体には風見鶏の絵が描かれていた。

## 風見安定
航空機などの飛翔物において、空力を受ける中心（力点）が重心より後ろにあることで、機体の姿勢が移動方向に追随しようとすることを、風見安定（weather-cock stability）と言う。
例えば矢の羽や、ミサイルの翼が後方に取付けられているのは、風見安定を確保するためである。
航空機において、垂直尾翼が機体の後方に取付けられているのも、同じく風見安定を確保するためである。また通常、尾翼形式の航空機は、主翼も重心より後方に位置している。そのままでは機体の後方のみが持ち上がり、機首が下を向く事になるため、水平尾翼が下向きの揚力を発生する事でバランスを取っている。